# Diego Martínez de Medina
Diego Martínez de Medina (Sevilla, c. 1376–1446), conocido también como Diego de Sevilla, fue un monje de la Orden de San Jerónimo. En 1414 fundó, al norte de su ciudad, el monasterio de San Jerónimo de Buenavista.

## Biografía

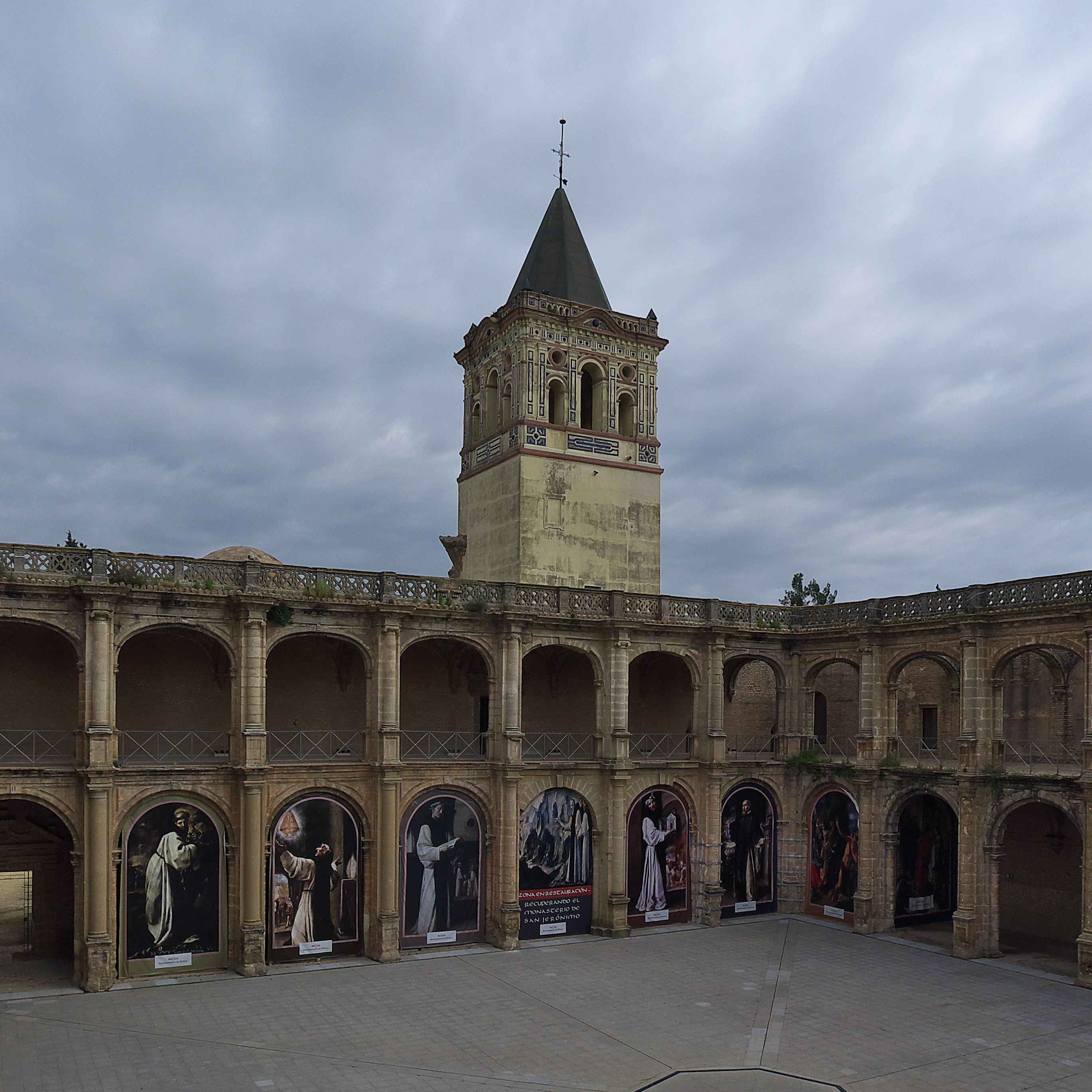
Monasterio de San Jerónimo de Buenavista.

Nació en Sevilla hacia el año 1376. Su padre, el converso Nicolás Martínez de Medina, fue contador de Juan II de Castilla, empleado de la Casa de la Moneda y caballero veinticuatro de la ciudad de Sevilla. Su madre fue Beatriz López de los Roeles.
Profesó en el monasterio de Santa María de Guadalupe. Como era docto en derecho, en 1413 los padres solicitaron al prior de Guadalupe que permitiese a Diego ir a Sevilla para resolver unos asuntos jurídicos. Viajó a la ciudad acompañado de dos monjes jerónimos, uno de los cuales era el sevillano Juan de Medina. Los padres, que deseaban que su hijo se quedara en la ciudad, le propusieron fundar en ella un monasterio jerónimo y le ofrecieron ayudarle en todo lo posible en esa tarea. Diego hizo que el jurado Juan Esteban interviniese en el asunto jurídico de sus padres. Juan Esteban, devoto de san Jerónimo, le ofreció a Diego unos terrenos agrarios al norte de la ciudad para que fundase en ellos el monasterio. La zona era conocida como pago de Mazuelos o Buenavista. El padre, Nicolás Martínez, comunicó este asunto al arzobispo, Alonso de Egea, y al prior de Guadalupe, Pedro de Jerez. En el tiempo en que se obtenía la autorización del monasterio de Guadalupe, murió el jurado Esteban, que, no obstante, dejó en su testamento todo lo que había prometido. La viuda de Esteban, Beatriz Alonso, obtuvo toda a herencia, ya que la mitad era la dote y a otra mitad eran bienes conyugales. No obstante, Beatriz donó aquellos terrenos a la orden para la construcción de convento.
Contando con la autorización arzobispal y del prior de Guadalupe, Diego tomó posesión de los terrenos el 27 de enero de 1414. El 11 de febrero se celebró una procesión solemne con el Santísimo Sacramento en el cenobio con miembros de los cabildos catedralicio y municipal. Los primeros frailes vivieron en algunas casas que había en el terreno y acondicionaron una de ellas como capilla. Las obras de construcción del monasterio fueron de 1414 hasta 1450. En el capítulo (reunión) de a orden que tuvo lugar en 1425 el entonces general, Alonso de Salamanca, estableció la adhesión de este monasterio a la orden.
En 1429 murió Beatriz López, que había ayudado enormemente en la edificación del convento. En el testamento, una parte de la herencia había sido donada al monasterio de Guadalupe. No obstante, Diego quiso que toda la herencia de su madre fuese a parar al convento de Buenavista, y para ello pidió bulas a los papas Martino V y Eugenio IV. Estas bulas dispusieron un proceso jurídico canónico, en el cual el juez fue el arcediano de Écija. Finalmente, Diego logró ingresar esas riquezas en el monasterio de Buenavista.
Aunque Diego había ejercido de prior desde 1414, dejó el cargo temporalmente en 1430 para dedicarse al proceso jurídico canónico. Le sustituyó en el cargo fray Alonso de Camargo. Tras el proceso, Diego volvió a ser prior en 1433. Falleció en 1446. Tras su muerte, fue prior Juan de Medina.